# Talisay (Batangas)
Talisay ist eine philippinische Stadtgemeinde in der Provinz Batangas.

## Geografie
Talisay liegt im Südwesten der Insel Luzon im Norden der Provinz Batangas ungefähr 84 Kilometer südlich von Metro Manila. 
Das Gebiet der Stadtgemeinde grenzt an Tagaytay City im Norden, an Laurel im Westen, an Tanauan City im Osten und an den Taal-See im Süden.

### Baranggays
Talisay ist administrativ unterteilt in 21 Baranggays. Die Stadtgemeinde besteht aus 8 Baranggays, die den Hauptort bilden, und 13 umliegenden Baranggays. Von Tanauan City auf dem National Highway von Osten her kommt man durch die Baranggays Aya, Tranca, Quilling und Tumaway. Westlich des Hauptorts liegen die Baranggays San Guillermo, Banga, Buco, Sta. Maria, Sampaloc, Caloocan, Balas, Leynes und Mirando.